# Jean-Baptiste de Couëtus
Jean-Baptiste René de Couëtus, seigneur de la Vallée, né le 20 octobre 1743 à Nantes et mort le 4 janvier 1796 à Challans, est un militaire français et un chef royaliste de la guerre de Vendée.

## Biographie

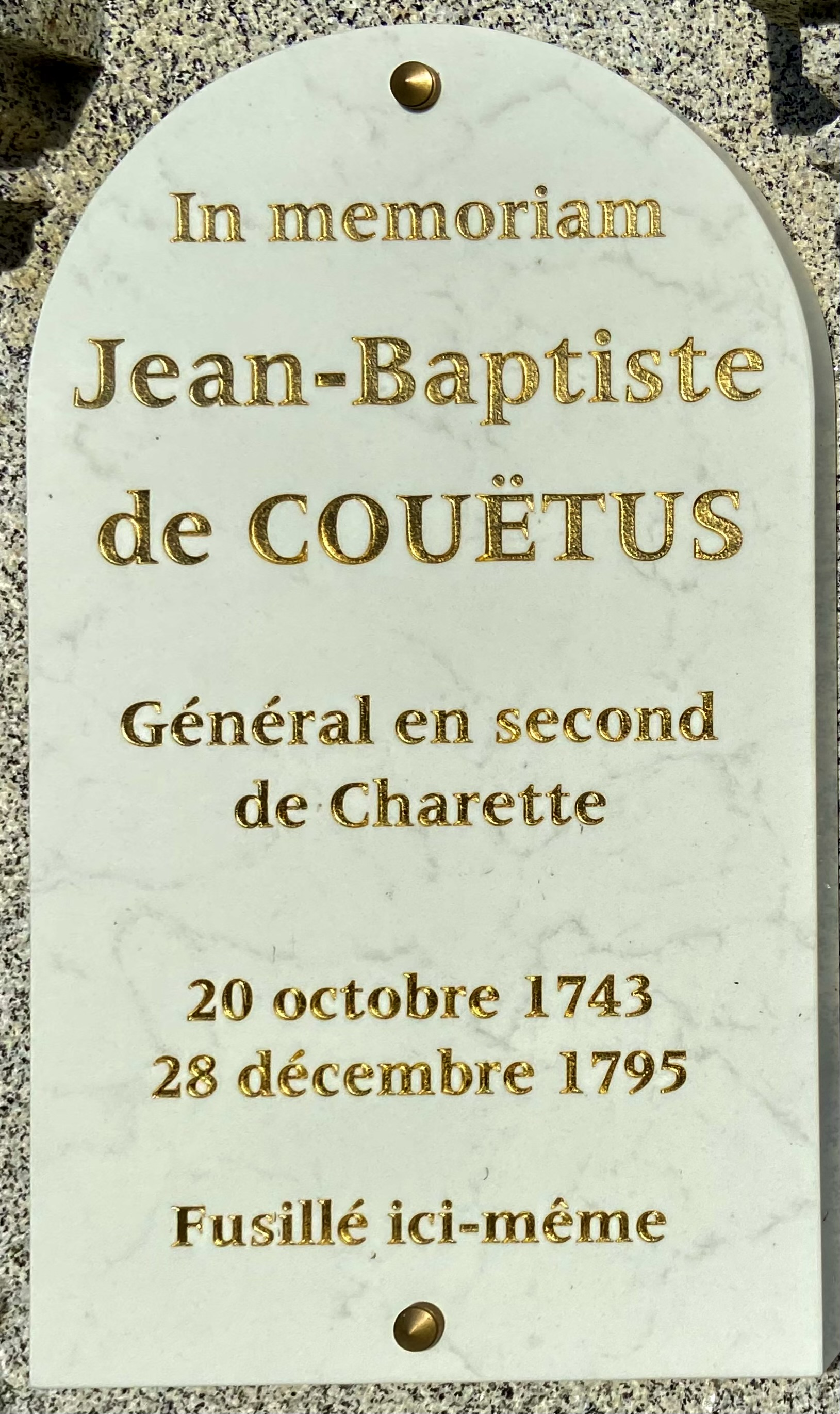
In memoriam Jean-Baptiste de COUËTUS Général en second de Charette 20 octobre 1743 - 28 décembre 1795 Fusillé ici-même.

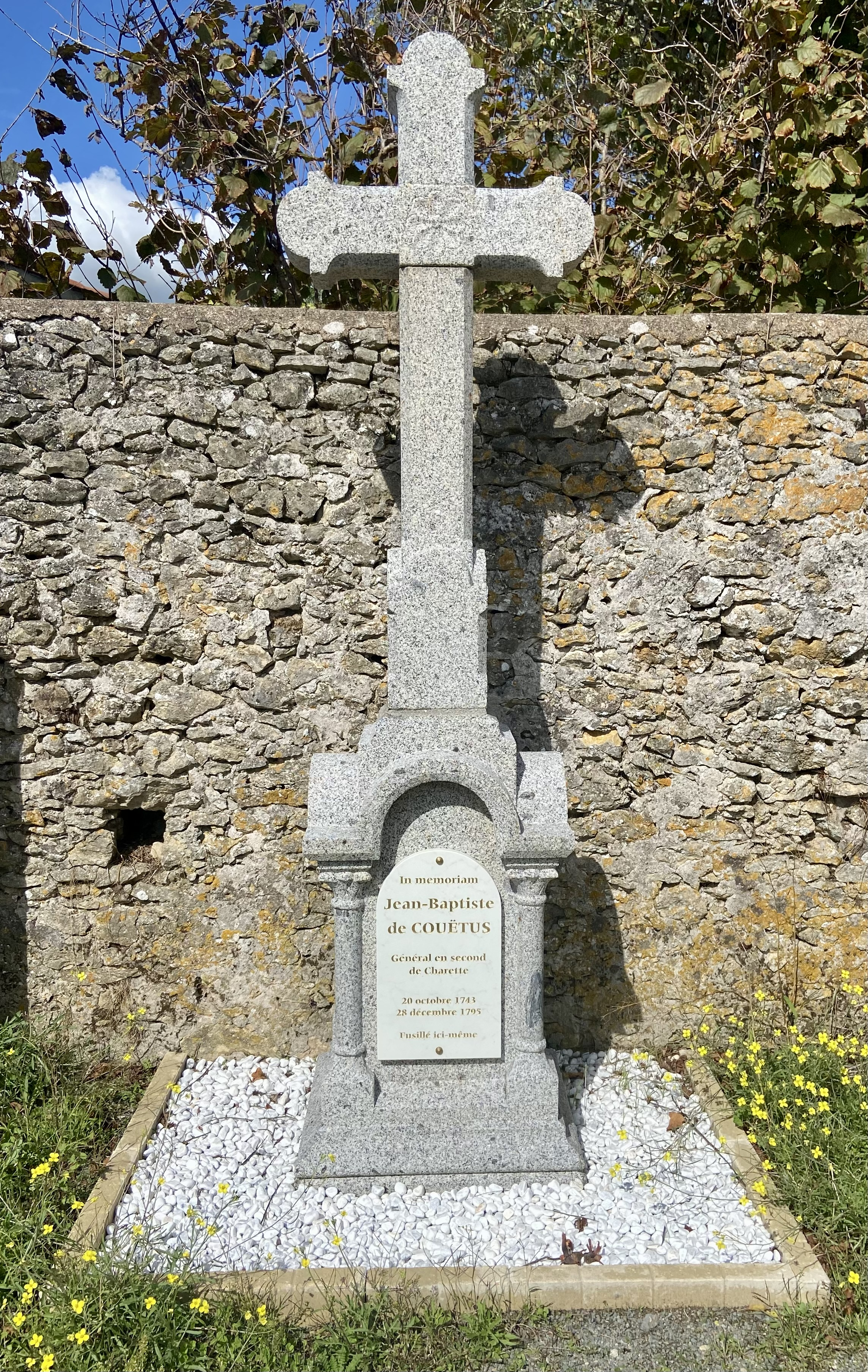
In memoriam Jean-Baptiste de COUËTUS Général en second de Charette 20 octobre 1743 - 28 décembre 1795 Fusillé ici-même.

Jean-Baptiste René de Couëtus est le fils de Jean-Baptiste René de Couëtus, sieur des Bretaudières cet de la Vallée, et de Marie-Anne de Chardonnay. Sa famille est originaire de Campénéac, près de Ploërmel. Il épouse en premières noces Madeleine Monique Charet de La Frémoire, fille d'un négociant nantais, avec qu'il a un fils, Jean-Baptiste. Il épouse ensuite Marie Gabrielle du Chilleau, sœur de l'amiral Charles Louis du Chilleau de La Roche, avec qu'il a deux filles, Jeanne Louise Sophie Augustine (épouse Charles Auguste de Belcastel) et Céleste Agricole (épouse Michel Gazet du Châtelier).
Il est page de la Reine de 1757 à 1760, puis devient officier dans l'armée royale. Il entre en 1763 comme cornette au régiment Royal-Étranger cavalerie.
Au début de la Révolution française, Couëtus est capitaine au 60e régiment d'infanterie,. Il quitte l'armée en 1792. Son fils, Jean-Baptiste, émigre.
Au début de la guerre de Vendée, les paysans insurgés de Saint-Philbert-de-Grand-Lieu le mettent à leur tête le 10 mars 1793. Le lendemain, ils se portent sur Machecoul. Couëtus combat ensuite aux côtés de Charette. 
Sa femme et ses deux filles sont capturées par les républicains le 31 décembre 1793, à la bataille de Bouin. Madame de Couëtus est guillotinée à Nantes le 1er février 1794 (13 pluviôse de l'an II), mais ses deux filles échappent de peu à la mort et sont libérées le 19 décembre 1794 sur ordre du représentant Albert Ruelle,.
En septembre 1794, Charette nomme Couëtus général en second de son armée. Il cède alors le commandement de sa division de Saint-Philbert-de-Grand-Lieu à Hyacinthe Hervouët de La Robrie.
Il accompagne Charette lors des négociations de paix à La Jaunaye et signe le traité le 17 février 1795. Favorable à la paix, il repart cependant en guerre en juin 1795, sur ordre de Charette,.
Début janvier 1796, Couëtus décide de se séparer de Charette et de faire sa soumission aux autorités républicaines,. Le 3 janvier 1796, il écrit à un officier nommé Le Moëlle, proche de ses vues, qu'il est prêt à reconnaître la République. Il se retire dans un château près des Clouzeaux avec plusieurs officiers vendéens favorables à la paix : Pierre Thouzeau, chef de la division de Bouin, Félix Dubois de La Patellière, chef de la division de Machecoul, François Pichard, Armand Badereau, Charles Alexis de Lespinay, Jean Rousseau et François Morel, ainsi que René Monnier, son domestique. L'assemblée est cependant surprise et arrêtée le matin du 4 janvier par un détachement républicain. Ramenés à Challans, les prisonniers sont jugés sommairement par un conseil militaire dirigé par un commissaire du Directoire nommé Jacquelin. Couëtus et Thouzeau sont condamnés à mort, tandis que Dubois, Badereau, Lespinay et Monnier sont condamnés à la réclusion jusqu'à la paix et sont transférés à Nantes, puis Saumur. Selon les versions, Couëtus est fusillé ou tué à coups de baïonnette. En 2013, une plaque est apposée sur son lieu d'exécution, rue du Caillou Blanc.
Pour l'historien Lionel Dumarcet, Couëtus est « l'un des protagonistes les plus dignes et les plus modérés du théâtre tragique de la Vendée ».

## Regards contemporains
« M. de Couëtus était l'homme de la Vendée le plus honnête et le plus doux ; il eût voulu, dans tous les temps, sauver la vie des malheureux qui tombaient entre nos mains. Son trop confiance pouvait même passer pour un défaut. En vain lui avait-on représenté, la veille de son départ, qu'il était imprudent de croire aussi aveuglément à la parole du général Gratien. Incapable d'un crime, il ne lui vint pas dans l'idée d'en soupçonner ses ennemis. »

— Pierre-Suzanne Lucas de La Championnière

## Postérité

### Filmographie
Interprètes de Jean-Baptiste de Couëtus au cinéma ou à la télévision :
- Gilles Cohen dans Vaincre ou mourir (2023)